# Erik Olsson (företagsledare)
Curt Erik Göran Olsson, född 27 juni 1959 i Örnsköldsvik, är en svensk styrelseledamot och företagsledare.
Olsson har från 1986 en civilekonomexamen vid Örebro högskola. Åren 1987–1999 hade han flera befattningar inom Axel Johnsongruppen. Åren 1987–1988 var han försäljningschef på Dagab servicehandel, åren 1988–1990 var han försäljningschef på Dagab allivs, åren 1990–1992 var han VD för Svenska Servicehandel, åren 1992–1999 vd för Dagab Mellansverige, åren 1996–1999 vd och koncernchef Dagab.
Åren 1999–2001 var han vd KF Svenska Detaljhandelsaktiebolaget samt vice vd Kooperativa Förbundet, åren 2001–2002 var han vd och koncernchef Coop Sverige. Olsson var dock emot bildandet av Coop Norden, vilket ledde till att han fick lämna koncernen sommaren 2002. Den 1 maj 2003 tillträdde han som vd för Posten.
På grund av en förtroendeklyfta mellan Olsson och Postens styrelsen, kom han att entledigas den 27 juni 2008. Lars G. Nordström efterträdde Olsson som vd för Posten.
Olsson har bland annat haft styrelseuppdrag, som ledamot för Optimum optik och Rydells blommor och KappAhl, samt som ordförande för Stor & Liten och City Stormarknad.